# Henri Achille Zo

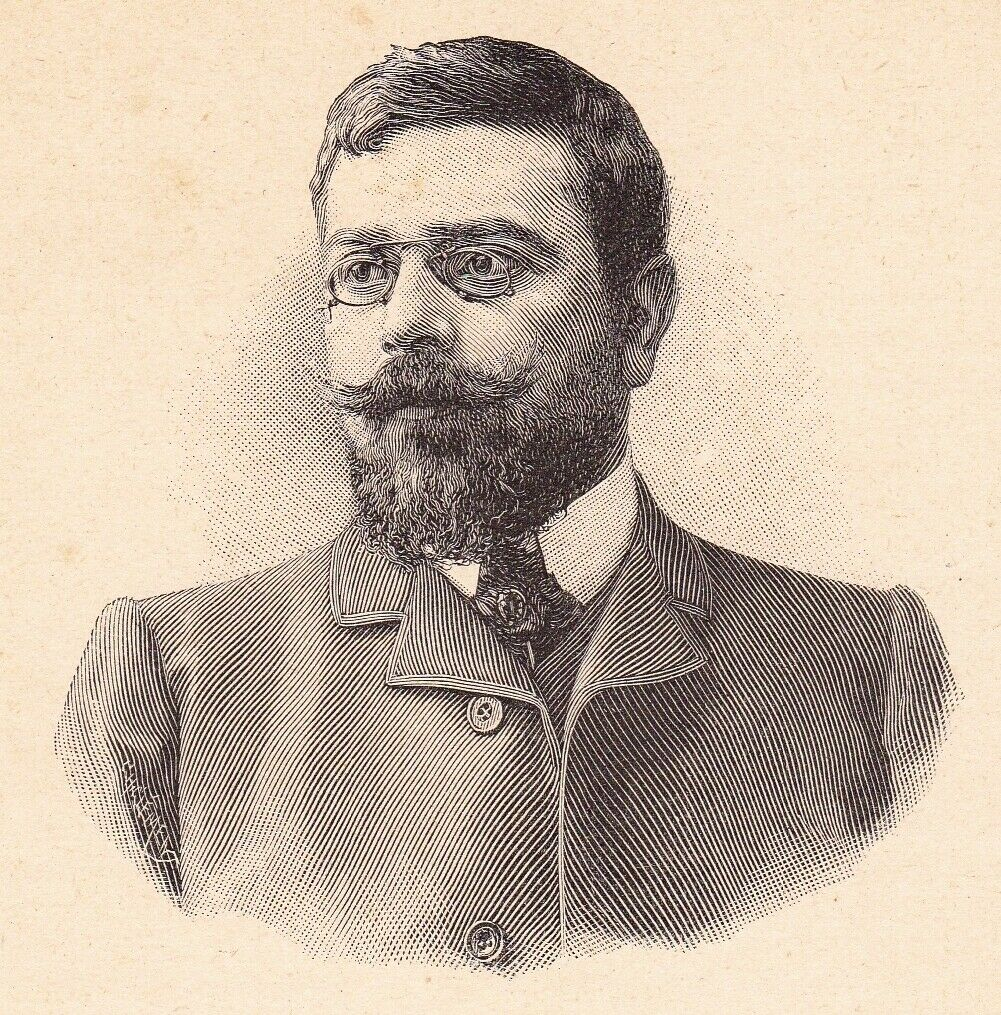
Henri Achille Zo.

Henri Achille Zo, född den 2 december 1873 i Bayonne, död den 9 september 1933 i Onesse-et-Laharie, var en fransk målare, son till Achille Zo.
Zo studerade i Paris vid École des beaux-arts för Bonnat och Maignan från 1894, debuterade på salongen 1896 med Bravo, toro! (1895), som följdes av flera motiv från tjurfäktningar samt av spanska typer och porträtt, brett, kraftfullt och färgstarkt utförda, Lemonadförsäljerska (1904, Luxembourgmuseet), Spansk familj (porträttgrupp, salongen 1905, erhöll nationalpriset, museet i Philadelphia), Ankomst till tjurfäktningen (1908), Dansande barn i katedralen i Sevilla (1910) och Salutorg i Sevilla (Petit Palais). För Bonnat-museet i Bayonne målade han 1914 en dekorativ triptyk: Bonnat och hans elever. Många av hans målningar finns i franska stadsmuseer.